# Фред Варґас
Фред Варґас (фр. Fred Vargas, справжнє прізвище: Фредерік Одуан-Рузо фр. Frédérique Audouin-Rouzeau; нар. 7 червня 1957, Париж, Франція) — французька письменниця, історик-медіавіст та археолог. Її детективи нагороджувалися престижною міжнародною премією «Асоціації письменників детективного жанру Великої Британії» «Інтернаціональний кинджал» у 2006, 2008 та 2009 роках. Вона перший автор, який тричі був нагороджений цією премією.

## Життєпис
Фредерік Одуан-Рузо народилася 7 червня 1957 року в Париж. Її батько Філіп Одуан — письменник, мати — інженер-хімік. Брат Стефан Одуан-Рузо — історик, сестра Джо Варґас — художниця.
Закінчила ліцей Мольєра у Парижі. З 1988 року працювала у французькому Національному центрі наукових досліджень, де спеціалізувалася на археозоології. Вона досліджувала ядерні в Інституті Пастера. Фредерік проводила епідеміологічні дослідження «Чорної смерті» та бубонної чуми, написавши у 2003 році на цю тему наукову працю «Les chemins de la peste» (Шляхи Чуми).

## Письменницька кар'єра
Літературний псевдонім Одуан-Рузо створила від скорочення форми свого справжнього імені Фредерік — Фред, а прізвище Варґас вона запозичила у Марії Варґаса, персонажу фільму «Босонога графиня», яку зіграла американська акторка Ава Ґарднер. 
Старша сестра-близнюк Жоель, з'явилася на світ на 10 хвилин раніше за Фредерік, стала художницею та обрала для себе псевдонім Джо Варґас. 
Більшу частину книжок Фред Варґас становлять кримінальні трилери. Робота над новими творами допомагає їй поєднати свої захоплення та відпочити від науки. 
Її перший роман «Ігри кохання та смерті» (фр. Les Jeux de l'amour et de la mort) отримав приз фестивалю французького детективу в місті Коньяк у 1986 році. 
У другому романі з'являється головний герой письменниці — комісар паризької поліції Жан-Батіст Адамсберґ та його команда. Любов письменниці до Середньовіччя наклала відбиток на багато з її книжок, з'явившись у вигляді Марка Вандеслера, молодого фахівця з цього історичного періоду.  
Книга «Мертві, вставайте» (фр. Debout les morts) була визнана найкращим французьким детективним романом 1995 року. 
У 2006 році її роман «Три Євангелісти» (фр. Debout les Morts) отримав Премію «CWA International Dagger». Через два роки, у 2008, вона була нагороджена ще однією премією за роман «Змий цю кров з моєї руки» (фр. Sous les vents de Neptune, lit. Under Neptune's Winds). У 2009 році Варґас втретє була нагороджена премією «CWA International Dagger» за роман «Людина, яка малює сині кола» (фр. L'Homme aux cercles bleus), та стала першою письменницею, яка тричі була нагороджена цією премією.

## Погляди
Фред Варґас брала участь у захисті Чезаре Баттісти, італійського письменника та лівого терориста. Він був визнаний винним у чотирьох вбивствах, в 1970-х роках, під час періоду «Свинцевих сімдесятих» в Італії».

### Детективна проза
Комісар Адамберґ (Поліцейський детектив, трилер)
- 1991 — «L'homme aux cercles bleus»;
- 1999 — «L'Homme à l'envers»;
- 2000 — «Les quatre fleuves»;
- 2001 — «Pars vite et reviens tard»; українською: «Мерщій тікай і довго не вертайся» (2016)
- 2004 — «Sous les vents de Neptune»;
- 2006 — «Dans les bois éternels»;
- 2008 — «Un lieu incertain»;
- 2011 — «L'armée furieuse»;
- 2015 — «Temps glaciaires»;
- 2017 — «Quand sort la recluse»

Три євангелісти (Кримінальний детектив)
- 1995 — «Debout les morts»;
- 1996 — «Un peu plus loin sur la droite»;
- 1997 — «Sans feu ni lieu»;

Інші твори
- 1986 — «Les Jeux de l'amour et de la mort»
- 1994 — «Ceux qui vont mourir te saluent»
- 2001 — «Petit Traité de toutes vérités sur l'existence»
- 2003 — «Critique de l'anxiété pure»
- 2004 — «La Vérité sur Cesare Battisti»

### Наукові твори
Друкує під своїм справжнім прізвищем Фредерік Одуан-Рузо:
- Ossements animaux du Moyen Âge au monastère de la Charité-sur-Loire (1986)
- Hommes et animaux en Europe: corpus de données archéozoologiques et historiques (1993)
- Les Chemins de la peste, le rat , la puce et l'homme (2003, перевидана у 2007)
- Un aliment sain dans un corps sain: Perspectives historiques (2007)

## Переклади українською
- Фред Варґас. «Мерщій тікай і довго не вертайся». Переклад: Катерина Грицайчук. Видавництво: «Книжковий Клуб «Клуб Сімейного Дозвілля». 2016. ISBN 978-617-12-0630-4[11]

## Екранізація творів
- 2007 — «Мерщій тікай і довго не вертайся» (фр. Pars vite et reviens tard), режисер Режис Варньє.